# از وقتی رفته‌ای
«از وقتی رفته‌ای» (به انگلیسی: Since U Been Gone) تک‌آهنگی از کلی کلارکسون است که در ۱۶ نوامبر ۲۰۰۴ منتشر شد.
این تک‌آهنگ در چارت‌های استرالیا، بریتانیا، اتریش، آلمان، ایرلند، سوئیس، نروژ، جزو ده ترانه اول قرار گرفت.